# Diana Veteranorum
Diana Veteranorum (hoy un pueblo llamado Zana Ouled Sbaa) fue una antigua ciudad romano-bereber en Argelia. Estaba ubicada alrededor de 40 km al noroeste de Lambaesis y 85 km al suroeste de Cirta.

## Historia

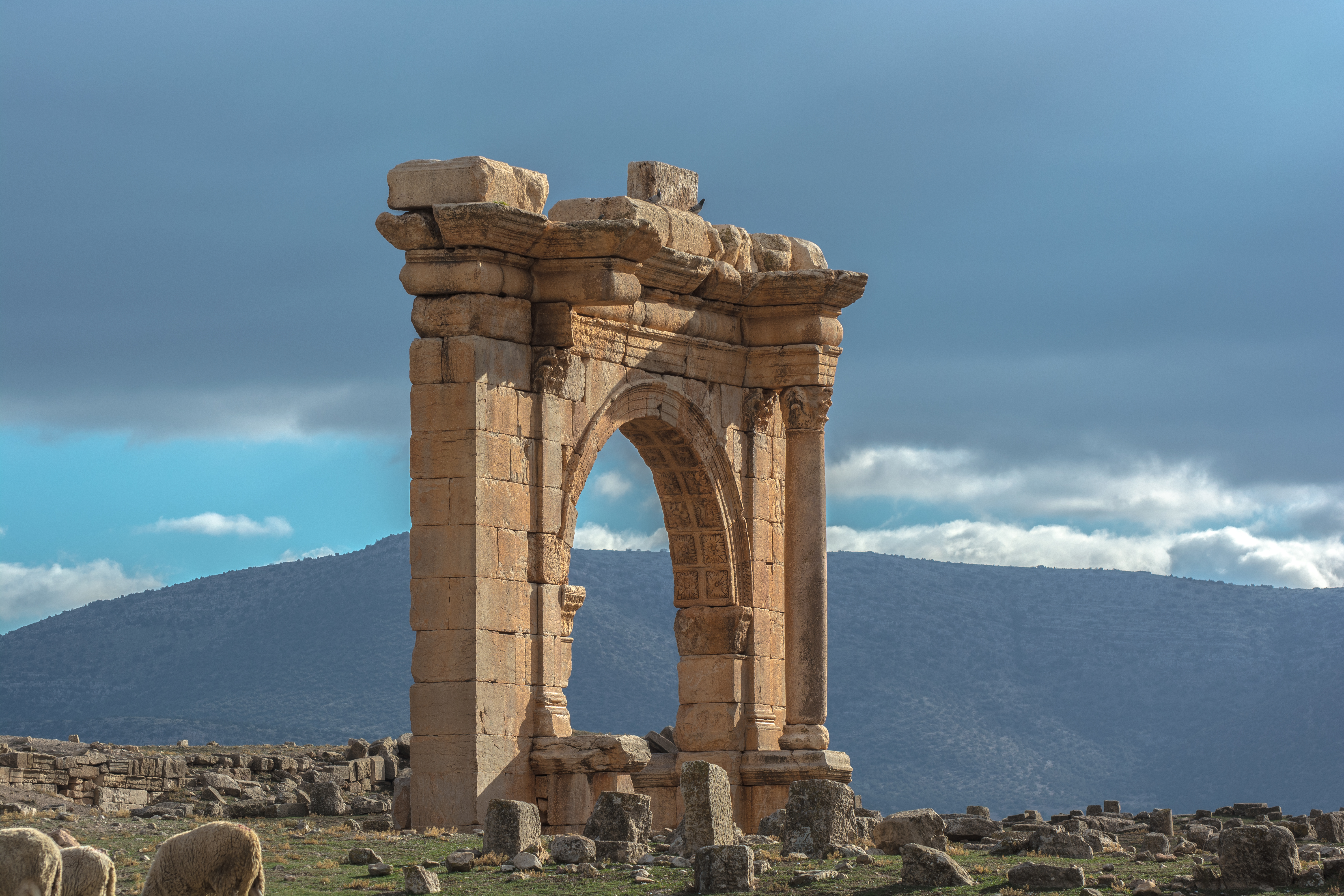
Arco de Diana Veteranorum.

Diana Veteranorum fue fundada en relación con el asentamiento de veteranos romanos de la Legio III Augusta en el norte de África bajo el emperador Trajano (98-117). Originalmente fue probablemente solo un vicus romano con una estación de policía y un consejo comunitario (descrito como rest publica Dianensium en una inscripción temprana). Más tarde fue ascendido a municipium, pero hay cierto debate, cuando eso realmente sucedió. Si bien se establece que Diana Veteranorum era un municipium más tarde en 162, una inscripción descubierta más tarde sugiere que ya había tenido la categoría de municipium en 149 y Jacques Gascou concluye de esta inscripción que la promoción original ocurrió incluso bajo el gobierno de Trajano.
En 164/165 d. C. el legado C. Maesius Picatianus ordenó la construcción de un arco conmemorativo para los emperadores Marco Aurelio y Lucio Vero. Durante estos años, Diana Veteranorum vio varias medidas de construcción y renovación, sin embargo, no está del todo claro qué edificios reales estaban sujetos a ellas. En 217, se erigió un arco triunfal para el emperador Macrino.
Una comunidad cristiana con un obispo existió desde mediados del siglo III.
En la Tabula Peutingeriana, un mapa del imperio romano de finales del siglo IV, la ciudad aparece como Ad Dianam. Más tarde, quedó bajo el control del Imperio Bizantino. Durante el período bizantino, la ciudad sufrió cambios significativos, y algunos de los edificios romanos fueron reemplazados o reutilizados para nuevas construcciones. En el foro se construyó una iglesia y el arco de triunfo de Macrino se integró en un pequeño fuerte. En la segunda mitad del siglo VII, la ciudad fue capturada por el califato en expansión.

## Sitio arqueológico
Las excavaciones arqueológicas en el sitio han producido un gran foro rectangular pavimentado y un acueducto. En la zona sureste también se encuentran los restos de un templo que pudo haber sido dedicado a la diosa Diana. Se han encontrado dos arcos, el mayor de los cuales presenta tres vanos. Una inscripción en él indica que fue erigido para el emperador Macrino en 217. También se han descubierto varias otras inscripciones, y en la parte occidental de la ciudad se han encontrado varios mausoleos.
Se han identificado tres edificios del período bizantino. Un pequeño fuerte (de 20,2 m por 16 m) que se había unido al arco de Macrino, y un fuerte más grande (de 61 m por 53 m) a unos 100 m al este del foro original. Finalmente, una iglesia cristiana (de 33 m por 17,1 m), construida sobre el foro.